# 台14線
台14線，是位於臺灣的一條省道，起自彰化縣彰化市中庄，訖於南投縣仁愛鄉屯原，全長99.021公里，是進入埔里、日月潭與霧社之重要公路。
台3線的臺中市至草屯，接台14線草屯至埔里段與台21線的埔里至日月潭，這3段合稱中潭公路；而埔里至霧社段稱為埔霧公路。
此線原本計畫開闢霧社至花蓮縣秀林鄉銅門路段，稱為「霧社銅門線」，但已於2014年解編。未開闢的屯原至龍澗路段不再開闢，已開闢的龍澗至文蘭路段從省道解編終點187.530公里前身為能高越嶺道。
台14線全線大多與水沙連高速公路（國道六號）的交流道連接。
- 臺中市東南部及南投縣東北部的主要公路路線圖。
- 台14線起點，位於彰化縣彰化市台1線上。
- 台14線之仁愛橋。

## 支線

### 甲線
台14甲線（霧社－大禹嶺），西起南投縣仁愛鄉霧社，東至花蓮縣秀林鄉大禹嶺，長41.733公里。原合歡越道路部分路段，今為中橫霧社支線，亦為台14線舊線（彰化－大禹嶺）。
霧社支線，為中橫公路施工之需所建造，故亦作霧社供應線。實際屬於施工路段，起自霧社，終至合歡埡口，為今台14甲線，動工初期是仰賴徒手施作，後因工程困難，進度緩慢，改以工兵機具施作，至南嶺（今武嶺）為海拔最高，3275公尺，最後於合歡埡口（今大禹嶺）與中橫公路銜接，開通之初，計長42.2公里。此路段由於經高海拔山區，冬季常下雪，因此在翠峰以上路段於積雪時會進行交通管制，只有加掛雪鍊的車及四輪傳動車才可行駛。路旁的護欄漆成黃色以在積雪時仍易於辨識。台14甲線是中橫霧社支線，原本是為了中橫公路施工供應而建造，後來中橫台8線谷關到德基路段在921大地震後長期關閉，台14甲線成為了中部橫貫公路的替代路段。
- 台14甲33k處合歡山遊客服務中心。
- 台14甲線終點（往合歡山方向）。

### 乙線
台14乙線（芬園－南投），北起彰化縣芬園鄉下茄荖利民橋東端，沿貓羅溪東岸而行，行經中興新村，南至南投縣南投市牛食水，長18.290公里。
- 台14乙起點
- 台14乙終點

### 丙線
台14丙線（三村庄－外快官），全線在彰化縣彰化市境內，西起三村庄（接台1丙線），東至外快官（接台14線），長2.882公里。路名為彰興路。原起點於大度橋南端（台1線岔路），後台1丙線北延至三村庄，並將台14丙線之大度橋至三村庄路段納入，台14丙線之起點改自三村庄。
- 台14丙新起點
- 台14丙終點

### 丁線
台14丁線（芬園－苦苓腳），北起彰化縣芬園鄉社口利民橋西端，沿貓羅溪西岸而行，南至南投縣南投市林子，長10.156公里。又稱彰南路，或稱芬園外環道及縣芬路等。
- 台14丁線起點
- 台14丁線終點

## 里程表
臺十四線
| 縣市   | 鄉鎮   | 里程數(KM) |
| ------ | ------ | ---------- |
| 彰化縣 | 全區   | 14.4       |
| 彰化縣 | 彰化市 | 8.4        |
|        | 芬園鄉 | 6          |
| 南投縣 | 全區   | 84.4       |
| 南投縣 | 草屯鎮 | 19.5       |
|        | 國姓鄉 | 15.2       |
|        | 埔里鎮 | 18         |
|        | 仁愛鄉 | 31.7       |

臺十四甲線
| 縣市   | 鄉鎮   | 里程數(KM) |
| ------ | ------ | ---------- |
| 南投縣 | 全區   | 35.2       |
| 南投縣 | 仁愛鄉 | 35.2       |
| 花蓮縣 | 全區   | 6.1        |
| 花蓮縣 | 秀林鄉 | 6.1        |

臺十四乙線
| 縣市   | 鄉鎮   | 里程數(KM) |
| ------ | ------ | ---------- |
| 彰化縣 | 全區   | 0.6        |
| 彰化縣 | 芬園鄉 | 0.6        |
| 南投縣 | 全區   | 17.7       |
| 南投縣 | 草屯鎮 | 9.3        |
|        | 南投市 | 8.4        |

臺十四丙線
| 縣市   | 鄉鎮   | 里程數(KM) |
| ------ | ------ | ---------- |
| 彰化縣 | 全區   | 2.9        |
| 彰化縣 | 彰化市 | 2.9        |

臺十四丁線
| 縣市   | 鄉鎮   | 里程數(KM) |
| ------ | ------ | ---------- |
| 彰化縣 | 全區   | 6.2        |
| 彰化縣 | 芬園鄉 | 6.2        |
| 南投縣 | 全區   | 4          |
| 南投縣 | 草屯鎮 | 4          |

資料來源：Google地圖精算

## 歷史沿革

### 清朝及日本統治時期
日治時期，王田－銅門，為中橫公路計劃線，路線大致是現今台14線，其中以霧社至銅門此段計劃線，日治末期計畫興建富士社（廬山）－銅門，可通行車輛之「中部橫斷道路」，但因太平洋戰爭爆發而中止，至戰後（屯原～奇萊）仍未動工，僅完成霧社～廬山路段。
公路總局計畫興建中橫公路，在探勘測量隊的勘察結果，位於南投縣仁愛鄉屯原至花蓮縣秀林鄉奇萊之間的路段曾一度擺在中橫公路計劃線，後因地質不穩等因素，選擇今日中橫公路東段路線（今台14甲線與台8線大禹嶺～太魯閣路段）施工。

### 1978年臺灣公路第二次整編

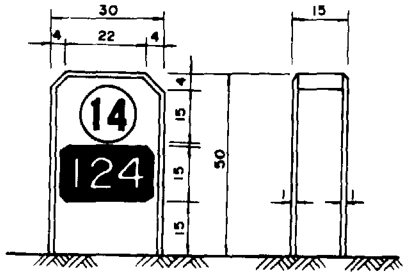
1989年《道路交通標誌標線號誌設置規則》第一百十六條圖例的台14線124公里里程碑，當地路段不曾開闢，早已解編。

台14線原本的路線為彰化～大禹嶺，在1978年臺灣公路第二次整編中，政府為了要規劃開闢五條（台9線、台14線、台16線、台18線、台22線【今台24線前身】）新的橫貫公路至東部，把五條橫貫公路之一的台14線將終點改在花蓮縣吉安鄉仁壽，其中原台14線南投縣仁愛鄉霧社至花蓮縣秀林鄉大禹嶺之間的路段編成台14甲線，霧社－屯原（原投72線）及奇萊－仁壽（台電養護道路）則升格為台14線。
公路局曾經規劃中的一條東西向橫貫公路，目前14線位於南投縣仁愛鄉屯原至花蓮縣秀林鄉奇萊之間的路段未通車，短期內亦無修建之計畫，一般都取道其支線台14甲線，再連接台8線後進入花蓮縣境。
台14線未通車路段計45.4公里長，亦被稱為能高越嶺道，此步道未鋪設任何柏油路面亦未拓寬，車輛無法通行，只能依靠步行方式通行，除此之外，台14線其他路段皆可通行車輛（唯東段花蓮端須在銅門辦理入山證後始可進入）。
台14線東段（奇萊～仁壽）沿線未設路標、里程牌。該段目前由台電公司負責養護，設有台電專用養護路標、里程牌，成為保線維修道路，但該段路上仍留有一塊當初公路總局設置之「台14線179K」之水泥製里程碑。

### 近代改變
2009年11月19日，行政院公告解編台14線廬山（屯原）至仁壽之間的路段，意味著台14線在廬山（屯原）之後的路線已無修建的可能，台14線在解編後路線變更為彰化－廬山（屯原），里程更改為99.003公里。

## 行經行政區域
主線
| 彰化縣 | 彰化市  | 中庄           | 0.000          | 台1線 · 彰12線                                                                           | 公路起點 起點        |
| 彰化縣 | 彰化市  | 山腳           | －             | （地區道路）                                                                             |                      |
| 彰化縣 | 彰化市  | －             |                |                                                                                          |                      |
| 彰化縣 | 彰化市  | 大竹           | －             | 彰63線                                                                                   | 起點                 |
| 彰化縣 | 彰化市  | 大竹           | －             | 彰14線                                                                                   | 起點                 |
| 彰化縣 | 彰化市  | 番社口         | －             | （地區道路）                                                                             |                      |
| 彰化縣 | 彰化市  | 番社口         | －             |                                                                                          |                      |
| 彰化縣 | 彰化市  | 番社口         | －             | （地區道路）                                                                             |                      |
| 彰化縣 | 彰化市  | －             |                |                                                                                          |                      |
| 彰化縣 | 彰化市  | 牛埔交流道     | 3.050          | 台74甲線                                                                                 | 近 快官交流道        |
| 彰化縣 | 彰化市  | 牛埔           | －             | （地區道路）                                                                             |                      |
| 彰化縣 | 彰化市  | 外快官         | －             | 彰12-1線                                                                                 | 終點                 |
| 彰化縣 | 彰化市  | 外快官         | 4.120          | 台14丙線                                                                                 | 終點                 |
| 彰化縣 | 彰化市  | 快官           | －             | 彰12線                                                                                   | 終點                 |
| 彰化縣 | 彰化市  | 竹巷           | －             | 彰12線                                                                                   | 終點                 |
| 彰化縣 | 彰化市  | －             |                |                                                                                          |                      |
| 彰化縣 | 彰化市  | 快官           | －             | 彰65線                                                                                   | 起點                 |
| 彰化縣 | 彰化市  | 竹巷           | －             | 彰65線                                                                                   | 起點                 |
| 彰化縣 | 彰化市  | 上快官         | －             | （地區道路）                                                                             |                      |
| 彰化縣 | 彰化市  | 石牌坑         | －             | 彰67線                                                                                   | 起點                 |
| 彰化縣 | 彰化市  | 福田           | －             | 彰67線                                                                                   | 起點                 |
| 彰化縣 | 彰化市  | －             |                |                                                                                          |                      |
| 彰化縣 | 彰化市  | 坑寮埔         | －             | （地區道路）                                                                             |                      |
| 彰化縣 | －      |                |                |                                                                                          |                      |
| 彰化縣 | 芬園鄉  | 舊社           | －             | （地區道路）                                                                             |                      |
| 彰化縣 | 芬園鄉  | 舊社           | －             |                                                                                          |                      |
| 彰化縣 | 芬園鄉  | 舊社           | －             | （地區道路）                                                                             |                      |
| 彰化縣 | 芬園鄉  | 舊社           | －             |                                                                                          |                      |
| 彰化縣 | 芬園鄉  | 舊社           | －             | （地區道路）                                                                             |                      |
| 彰化縣 | 芬園鄉  | －             |                |                                                                                          |                      |
| 彰化縣 | 芬園鄉  | 大埔           | －             | （地區道路）                                                                             |                      |
| 彰化縣 | 芬園鄉  | －             |                |                                                                                          |                      |
| 彰化縣 | 芬園鄉  | 竹林           | －             | 彰60線                                                                                   | 終點                 |
| 彰化縣 | 芬園鄉  | 社口           | 12.394         | 台14丁線                                                                                 | 起點                 |
| 彰化縣 | 芬園鄉  | 社口           | －             | （地區道路）                                                                             | 0                    |
| 彰化縣 | 芬園鄉  | 芬園市區       | －             | （地區道路）                                                                             |                      |
| 彰化縣 | 芬園鄉  | －             |                |                                                                                          |                      |
| 彰化縣 | 芬園鄉  | 社口           | －             | （地區道路）                                                                             |                      |
| 彰化縣 | 芬園鄉  | 芬園市區       | －             | （地區道路）                                                                             |                      |
| 彰化縣 | 芬園鄉  | －             |                |                                                                                          |                      |
| 彰化縣 | 芬園鄉  | 下茄荖         | 13.243         | 台14乙線                                                                                 | 起點                 |
| 彰化縣 | 芬園鄉  | 下茄荖         | －             |                                                                                          |                      |
| 彰化縣 | 芬園鄉  | 下茄荖         | －             | 彰66線                                                                                   | 終點                 |
| 南投縣 | 草屯鎮  | 草屯交流道     | 15.650         | Module:Jct第187行Lua错误：bad argument #2 to 'format' (string expected, got table)       |                      |
| 南投縣 | 草屯鎮  | 頂茄荖         | －             | 投4線                                                                                    | 起點                 |
| 南投縣 | 草屯鎮  | 草屯二交流道   | 16.500         | 台63線                                                                                   |                      |
| 南投縣 | 草屯鎮  | 五汴頭         | －             | 投3線                                                                                    | 起點                 |
| 南投縣 | 草屯鎮  | －             |                |                                                                                          |                      |
| 南投縣 | 草屯鎮  | 新庄           | －             | 投4線                                                                                    | 終點                 |
| 南投縣 | 草屯鎮  | 新庄           | －             | 投9線                                                                                    | 起點                 |
| 南投縣 | 草屯鎮  | 南勢           | －             | 投9線                                                                                    | 起點                 |
| 南投縣 | 草屯鎮  | 草屯市區       | 18.200         | 台63甲線 · 仁愛街                                                                        | 終點                 |
| 南投縣 | 草屯鎮  | 草屯市區       | 18.879         | 台3線                                                                                    |                      |
| 南投縣 | 草屯鎮  | 草屯市區       | 19.292         | 台3甲線                                                                                  |                      |
| 南投縣 | 草屯鎮  | 匏子寮         | －             | 投8線 · 御富路                                                                           | 起點                 |
| 南投縣 | 草屯鎮  | 匏子寮         | －             | 投14線                                                                                   | 起點                 |
| 南投縣 | 草屯鎮  | 隘寮           | －             | （地區道路）                                                                             |                      |
| 南投縣 | 草屯鎮  | －             |                |                                                                                          |                      |
| 南投縣 | 草屯鎮  | 南埔           | 24.126         | 投5線                                                                                    | 終點 近 東草屯交流道 |
| 南投縣 | 草屯鎮  | 青仔宅         | －             | 投17線                                                                                   | 起點                 |
| 南投縣 | 草屯鎮  | 土城           | －             | 投8線                                                                                    | 起點                 |
| 南投縣 | 草屯鎮  | 土城           | －             | 投12線                                                                                   | 起點                 |
| 南投縣 | 草屯鎮  | －             |                |                                                                                          |                      |
| 南投縣 | 草屯鎮  | 下平林         | －             | 投19線                                                                                   | 終點                 |
| 南投縣 | 草屯鎮  | －             |                |                                                                                          |                      |
| 南投縣 | 草屯鎮  | 雙冬           | －             | 投12線                                                                                   | 終點                 |
| 南投縣 | 草屯鎮  | －             |                |                                                                                          |                      |
| 南投縣 | 草屯鎮  | 九芎林         | －             | （地區道路）                                                                             |                      |
| 南投縣 | 草屯鎮  | －             |                |                                                                                          |                      |
| 南投縣 | 草屯鎮  | 鱸鰻潭         | －             | （地區道路）                                                                             |                      |
| 南投縣 | 草屯鎮  | －             |                |                                                                                          |                      |
| 南投縣 | 草屯鎮  | 鹹土坑         | －             | （地區道路）                                                                             |                      |
| 南投縣 | 草屯鎮  | 鹹土坑         | －             |                                                                                          |                      |
| 南投縣 | 草屯鎮  | 鹹土坑         | －             | （地區道路）                                                                             |                      |
| 南投縣 | 草屯鎮  | －             |                |                                                                                          |                      |
| 南投縣 | 草屯鎮  | 粗坑           | －             | （地區道路）                                                                             |                      |
| 南投縣 | 草屯鎮  | 粗坑           | －             |                                                                                          |                      |
| 南投縣 | 草屯鎮  | 粗坑           | －             | （地區道路）                                                                             |                      |
| 南投縣 | 草屯鎮  | －             |                |                                                                                          |                      |
| 南投縣 | 草屯鎮  | 豐崙巷         | －             | （地區道路）                                                                             |                      |
| 南投縣 | 草屯鎮  | 豐崙巷         | －             |                                                                                          |                      |
| 南投縣 | 草屯鎮  | 豐崙巷         | －             | （地區道路）                                                                             |                      |
| 南投縣 | 國姓鄉  | 福龜           | －             | （地區道路）                                                                             |                      |
| 南投縣 | 國姓鄉  | 福龜           | －             |                                                                                          |                      |
| 南投縣 | 國姓鄉  | 福龜           | －             | （地區道路）                                                                             |                      |
| 南投縣 | 國姓鄉  | －             |                |                                                                                          |                      |
| 南投縣 | 國姓鄉  | 國姓交流道     | －             | Module:Jct第187行Lua错误：bad argument #2 to 'format' (string expected, got table)       |                      |
| 南投縣 | 國姓鄉  | 龜溝           | 37.011         | 市道136號                                                                                | 終點                 |
| 南投縣 | 國姓鄉  | 龜溝           | － 隧道 僅東行 |                                                                                          |                      |
| 南投縣 | 國姓鄉  | 柑子林         |                |                                                                                          |                      |
| 南投縣 | 國姓鄉  | － 隧道        |                |                                                                                          |                      |
| 南投縣 | 國姓鄉  | 39.039         | 縣道133號      | 終點                                                                                     |                      |
| 南投縣 | 國姓鄉  | －             |                |                                                                                          |                      |
| 南投縣 | 國姓鄉  | 育樂           | －             | （地區道路）                                                                             |                      |
| 南投縣 | 國姓鄉  | 育樂           | － 隧道        |                                                                                          |                      |
| 南投縣 | 國姓鄉  | 育樂           | －             | （地區道路）                                                                             |                      |
| 南投縣 | 國姓鄉  | －             |                |                                                                                          |                      |
| 南投縣 | 國姓鄉  | 昌榮           | －             | （地區道路）                                                                             |                      |
| 南投縣 | 國姓鄉  | －             |                |                                                                                          |                      |
| 南投縣 | 國姓鄉  | 跳走坪         | －             | （地區道路）                                                                             |                      |
| 南投縣 | 國姓鄉  | －             |                |                                                                                          |                      |
| 南投縣 | 國姓鄉  | 大石股         | －             | （地區道路）                                                                             |                      |
| 南投縣 | 國姓鄉  | － 隧道 僅西行 |                |                                                                                          |                      |
| 南投縣 | 國姓鄉  | 北山坑         | 45.399         | 縣道147號                                                                                | 起點                 |
| 南投縣 | 國姓鄉  | －             |                |                                                                                          |                      |
| 南投縣 | 國姓鄉  | 頭溪巷         | －             | （地區道路）                                                                             |                      |
| 南投縣 | 國姓鄉  | －             |                |                                                                                          |                      |
| 南投縣 | 國姓鄉  | －             |                |                                                                                          |                      |
| 南投縣 | 國姓鄉  | －             |                |                                                                                          |                      |
| 南投縣 | 國姓鄉  | 北山交流道     | 46.500         | Module:Jct第187行Lua错误：bad argument #2 to 'format' (string expected, got table)（西） | 僅東出西入           |
| 南投縣 | 國姓鄉  | －             |                |                                                                                          |                      |
| 南投縣 | 國姓鄉  | 茅埔           | －             | （地區道路）                                                                             |                      |
| 南投縣 | 國姓鄉  | －             |                |                                                                                          |                      |
| 南投縣 | 國姓鄉  | 外埔鞍         | －             | （地區道路）                                                                             |                      |
| 南投縣 | 國姓鄉  | －             |                |                                                                                          |                      |
| 南投縣 | 國姓鄉  | 仙人嶺         | －             | （地區道路）                                                                             |                      |
| 南投縣 | 國姓鄉  | －             |                |                                                                                          |                      |
| 南投縣 | 國姓鄉  | 竹仔籟         | －             | （地區道路）                                                                             |                      |
| 南投縣 | 國姓鄉  | 竹仔籟         | － 隧道        |                                                                                          |                      |
| 南投縣 | 國姓鄉  | 竹仔籟         | －             | （地區道路）                                                                             |                      |
| 南投縣 | － 隧道 |                |                |                                                                                          |                      |
| 南投縣 | 埔里鎮  | 坪頭           | －             | （地區道路）                                                                             |                      |
| 南投縣 | 埔里鎮  | 坪頭           | －             |                                                                                          |                      |
| 南投縣 | 埔里鎮  | 坪頭           | －             | （地區道路）                                                                             |                      |
| 南投縣 | 埔里鎮  | 坪頭           | － 隧道        |                                                                                          |                      |
| 南投縣 | 埔里鎮  | 坪頭           | －             | 投73線                                                                                   | 終點                 |
| 南投縣 | 埔里鎮  | －             |                |                                                                                          |                      |
| 南投縣 | 埔里鎮  | 庄仔底         | －             | （地區道路）                                                                             |                      |
| 南投縣 | 埔里鎮  | 庄仔底         | －             |                                                                                          |                      |
| 南投縣 | 埔里鎮  | 庄仔底         | －             | （地區道路）                                                                             |                      |
| 南投縣 | 埔里鎮  | －             |                |                                                                                          |                      |
| 南投縣 | 埔里鎮  | 愛蘭交流道     | －             | Module:Jct第187行Lua错误：bad argument #2 to 'format' (string expected, got table)       |                      |
| 南投縣 | 埔里鎮  | －             |                |                                                                                          |                      |
| 南投縣 | 埔里鎮  | 牛相觸         | －             | （地區道路）                                                                             |                      |
| 南投縣 | 埔里鎮  | 牛相觸         | －             |                                                                                          |                      |
| 南投縣 | 埔里鎮  | 牛相觸         | 54.080         | 台21線                                                                                   | 與共線起點           |
| 南投縣 | 埔里鎮  | －             |                |                                                                                          |                      |
| 南投縣 | 埔里鎮  | 愛蘭           | －             | 台21線                                                                                   |                      |
| 南投縣 | 埔里鎮  | 埔里市區       | －             | 台21線                                                                                   | 0                    |
| 南投縣 | 埔里鎮  | 埔里市區       | －             | 投75線 · 中正路 · 台21線                                                                 | 終點                 |
| 南投縣 | 埔里鎮  | 梅仔腳         | －             | 投75線 · 中正路 · 台21線                                                                 | （同上）             |
| 南投縣 | 埔里鎮  | 梅仔腳         | 56.872         | 台21線 · 西安路一段                                                                      | 與共線終點           |
| 南投縣 | 埔里鎮  | 虎仔耳         | －             | 投78線                                                                                   | 終點                 |
| 南投縣 | 埔里鎮  | 大湳           | －             | 投79線                                                                                   | 起點                 |
| 南投縣 | 埔里鎮  | －             |                |                                                                                          |                      |
| 南投縣 | 埔里鎮  | 蜈蚣崙         | －             | （地區道路）                                                                             |                      |
| 南投縣 | 埔里鎮  | 埔里端         | －             | Module:Jct第187行Lua错误：bad argument #2 to 'format' (string expected, got table)（西） | 終點                 |
| 南投縣 | 埔里鎮  | 九芎林         | －             | （地區道路）                                                                             |                      |
| 南投縣 | 埔里鎮  | －             |                |                                                                                          |                      |
| 南投縣 | 埔里鎮  | 獅子頭         | －             | （地區道路）                                                                             |                      |
| 南投縣 | －      |                |                |                                                                                          |                      |
| 南投縣 | 仁愛鄉  | 豐林口         | －             | （地區道路）                                                                             |                      |
| 南投縣 | 仁愛鄉  | 豐林口         | －             |                                                                                          |                      |
| 南投縣 | 仁愛鄉  | 豐林口         | －             |                                                                                          |                      |
| 南投縣 | 仁愛鄉  | －             |                |                                                                                          |                      |
| 南投縣 | 仁愛鄉  | 南豐           | 71.000         | （地區道路）                                                                             |                      |
| 南投縣 | 仁愛鄉  | －             |                |                                                                                          |                      |
| 南投縣 | 仁愛鄉  | 人止關         | 73.491         | （地區道路）                                                                             |                      |
| 南投縣 | 仁愛鄉  | － 隧道        |                |                                                                                          |                      |
| 南投縣 | 仁愛鄉  | － 隧道        |                |                                                                                          |                      |
| 南投縣 | 仁愛鄉  | －             |                |                                                                                          |                      |
| 南投縣 | 仁愛鄉  | －             |                |                                                                                          |                      |
| 南投縣 | 仁愛鄉  | 霧社           | 79.029         | 投83線                                                                                   | 起點                 |
| 南投縣 | 仁愛鄉  | 霧社           | 79.973         | 台14甲線                                                                                 | 起點                 |
| 南投縣 | 仁愛鄉  | 春陽（荷歌）   | －             | （地區道路）                                                                             |                      |
| 南投縣 | 仁愛鄉  | －             |                |                                                                                          |                      |
| 南投縣 | 仁愛鄉  | 馬赫坡         | 87.800         | （地區道路）                                                                             |                      |
| 南投縣 | 仁愛鄉  | 廬山（波亞倫） | 94.000         | 投85線                                                                                   | 終點                 |
| 南投縣 | 仁愛鄉  | 屯原（屯巴拉） | 99.003         | 屯原產業道路                                                                             | 公路終點             |
| 南投縣 | 仁愛鄉  | 共線           |                |                                                                                          |                      |

解編路段
未闢建路段
南投縣
- 仁愛鄉：屯原登山口99.021k（屯巴拉社，Tonbara，西段通車終點，僅能步行或通越野自行車）→尾上→雲海（保線所）→松原→天池山莊→能高埡口（光被八表碑）→檜林（保線所）→五甲崩山→奇萊步道東口（縣界）

花蓮縣
- 秀林鄉：奇萊（縣界）→奇萊山莊→天長橋→天長隧道→磐石→吹上隧道→龍澗175.220k（東段通車起點）

已闢建路段
花蓮縣
- 秀林鄉：龍澗175.220k（東段通車起點）→見返隧道（萬代峽）→清水溪→銅門（發電廠）→仁壽→文蘭187.530k（終點，台9丙線岔路）

甲線
| 縣市   | 鄉鎮 市區 | 地點               | 里程 （km） | 交會道路     | 備註                                    |
| ------ | --------- | ------------------ | ----------- | ------------ | --------------------------------------- |
| 南投縣 | 仁愛鄉    | 霧社               | 0.000       | 台14線       | 公路起點 標高1148公尺                   |
| 南投縣 | 仁愛鄉    | 霧社               | －          | 投89線       | 終點                                    |
| 南投縣 | 仁愛鄉    | 清境（幼獅）       | 7.774       | （地區道路） | 標高1748公尺                            |
| 南投縣 | 仁愛鄉    | 忠孝新村           | 9.377       | （地區道路） |                                         |
| 南投縣 | 仁愛鄉    | 仁愛新村           | －          | （地區道路） |                                         |
| 南投縣 | 仁愛鄉    | 松崗（博望新村）   | －          | （地區道路） |                                         |
| 南投縣 | 仁愛鄉    | 梅峰               | 14.858      | （地區道路） |                                         |
| 南投縣 | 仁愛鄉    | 翠峰               | 17.970      | （地區道路） | 雪季管制站 標高2309公尺                 |
| 南投縣 | 仁愛鄉    | 鳶峰               | 24.101      | （地區道路） | 標高2750公尺                            |
| 南投縣 | 仁愛鄉    | 昆陽               | 29.204      | （地區道路） | 標高3070公尺                            |
| 南投縣 | 仁愛鄉    | 武嶺（佐久間鞍部） | 31.325      | （地區道路） | 標高3275公尺 臺灣公路最高點             |
| 花蓮縣 | 秀林鄉    | 合歡山             | －          | （地區道路） | 標高3158公尺                            |
| 南投縣 | 仁愛鄉    | 克難關（大風口）   | －          | （無）       | 公路行經仁愛鄉與秀林鄉交界 標高3179公尺 |
| 花蓮縣 | 秀林鄉    | 克難關（大風口）   | －          | （無）       | 公路行經仁愛鄉與秀林鄉交界 標高3179公尺 |
| 南投縣 | 仁愛鄉    | 沒有主要交會點     |             |              |                                         |
| 花蓮縣 | 秀林鄉    | 小風口             | 36.898      | （地區道路） | 標高3000公尺                            |
| 花蓮縣 | 秀林鄉    | 紅豆坡             | －          | （地區道路） |                                         |
| 南投縣 | 仁愛鄉    | 沒有主要交會點     |             |              |                                         |
| 花蓮縣 | 秀林鄉    | 大禹嶺（合歡埡口） | 41.733      | 台8線        | 公路終點 標高2565公尺                   |
|        |           |                    |             |              |                                         |

乙線
| 彰化縣 | 芬園鄉 | 下茄荖         | 0.000  | 台14線                                                                             | 公路起點 |
| 南投縣 | 草屯鎮 | 石頭埔         | －     | （地區道路）                                                                       |          |
| 南投縣 | 草屯鎮 | 草屯端         | 3.673  | 台63線                                                                             | 終點     |
| 南投縣 | 草屯鎮 | 北投舊街       | －     | （地區道路）                                                                       |          |
| 南投縣 | 草屯鎮 | －             |        |                                                                                    |          |
| 南投縣 | 草屯鎮 | 月眉厝         | 4.943  | 縣道148號                                                                          |          |
| 南投縣 | 草屯鎮 | 中興系統交流道 | －     | 台76線                                                                             | 終點     |
| 南投縣 | 草屯鎮 | 下溪州         | 7.464  | 台3線                                                                              |          |
| 南投縣 | 草屯鎮 | 中興交流道     | －     | Module:Jct第187行Lua错误：bad argument #2 to 'format' (string expected, got table) |          |
| 南投縣 | 草屯鎮 | 山腳           | －     | （地區道路）                                                                       |          |
| 南投縣 | 草屯鎮 | 山腳           | －     | （地區道路）                                                                       |          |
| 南投縣 | 草屯鎮 | 林子頭         | －     | （地區道路）                                                                       |          |
| 南投縣 | 草屯鎮 | 山腳           | 9.600  | 台3甲線                                                                            |          |
| 南投縣 | 南投市 | 中興新村       | －     | （地區道路）                                                                       |          |
| 南投縣 | 南投市 | 中興新村       | －     |                                                                                    |          |
| 南投縣 | 南投市 | 中興新村       | －     | （地區道路）                                                                       |          |
| 南投縣 | 南投市 | 中興新村       | －     |                                                                                    |          |
| 南投縣 | 南投市 | 中興新村       | －     | （地區道路）                                                                       |          |
| 南投縣 | 南投市 | －             |        |                                                                                    |          |
| 南投縣 | 南投市 | 內轆           | －     | 投13線                                                                             | 起點     |
| 南投縣 | 南投市 | 內轆           | －     | 投15線 · 祖祠東路                                                                  | 終點     |
| 南投縣 | 南投市 | －             |        |                                                                                    |          |
| 南投縣 | 南投市 | 軍功寮         | －     | 投22線                                                                             | 起點     |
| 南投縣 | 南投市 | －             |        |                                                                                    |          |
| 南投縣 | 南投市 | 番仔井         | 16.636 | 縣道139號                                                                          |          |
| 南投縣 | 南投市 | 三塊厝         | －     | 投25線                                                                             | 起點     |
| 南投縣 | 南投市 | 牛食水         | 17.986 | 台3甲線                                                                            |          |
| 南投縣 | 南投市 | 牛食水         | 18.290 | 台3線 · 縣道150號                                                                  | 公路終點 |
|        |        |                |        |                                                                                    |          |

丙線
全線均位於彰化縣境內。
| 彰化市 | 三村庄     | 0.000 | 台1丙線                 | 公路起點                 |  |
| 彰化市 | 三村庄     | －    | 彰14線                  |                          |  |
| 彰化市 | 三村庄     | －    | 彰12線                  |                          |  |
| 彰化市 | －         |       |                         |                          |  |
| 彰化市 | 番社口     | －    | （地區道路）            |                          |  |
| 彰化市 | －         |       |                         |                          |  |
| 彰化市 | 牛埔交流道 | 1.991 | 台74甲線（北） · 中彰路 | 近 快官交流道 僅南出北入 |  |
| 彰化市 | 牛埔       | －    | 彰14線                  | 終點                     |  |
| 彰化市 | －         |       |                         |                          |  |
| 彰化市 | 外快官     | 2.882 | 台14線                  | 公路終點                 |  |
|        |            |       |                         |                          |  |

丁線
| 彰化縣 | 芬園鄉 | 社口     | 0.000  | 台14線           | 公路起點                          |
| 彰化縣 | 芬園鄉 | 芬園市區 | －     | （地區道路）     |                                   |
| 彰化縣 | 芬園鄉 | 縣庄     | －     | （地區道路）     |                                   |
| 彰化縣 | 芬園鄉 | 圳墘     | －     | （地區道路）     |                                   |
| 彰化縣 | 芬園鄉 | 溪頭     | 5.795  | 縣道148號        |                                   |
| 南投縣 | 南投市 | 頂寮     | －     | （地區道路）     |                                   |
| 南投縣 | 南投市 | 小半山   | －     | 投18線           | 終點                              |
| 南投縣 | 南投市 | 小半山   | －     |                  |                                   |
| 南投縣 | 南投市 | 小半山   | －     | 台3線（南）      | 僅北出南入 交會處位於貓羅溪橋下方 |
| 南投縣 | 南投市 | 苦苓腳   | －     | （地區道路）     |                                   |
| 南投縣 | 南投市 | 苦苓腳   | －     |                  |                                   |
| 南投縣 | 南投市 | 苦苓腳   | －     | （地區道路）     |                                   |
| 南投縣 | 南投市 | 林子     | 10.156 | 台3甲線 · 中華路 | 公路終點                          |
|        |        |          |        |                  |                                   |

## 沿線路名
| 主線 - 彰南路一－六段（彰化市） - 彰南路五－四段（芬園鄉） - 復興路 - 芬草路（芬園鄉） - 光華路 - 芬草路（草屯鎮） - 博愛路 - 中正路（草屯鎮） - 平峰路 - 中正路（國姓鄉） - 中山路四－三段 - 信義路 - 中山路一段 - 中正路（仁愛鄉） - 仁和路 - 龍山巷 - 永樂巷 - 虎門巷 - 富貴路 - 中興巷 | 甲線 - 仁和路 - 信義巷 - 榮光巷 - 壽亭巷 乙線 - 碧興路 - 省府路 - 中正路 - 中興路 丙線 - 彰興路 丁線 - 縣芬路 - 彰南路二－一段（芬園鄉） - 彰南路三段（南投市） |

## 沿線設施與景點
| 主線 - 彰化縣彰化市大竹國民小學 - 牛埔交流道（台74甲線） - 彰化縣彰化市快官國民小學 - 草屯交流道（Module:Jct第187行Lua错误：bad argument #2 to 'format' (string expected, got table)） - 草屯二交流道（台63線） - 國立草屯高級商工職業學校 - 南投縣草屯鎮新庄國民小學 - 南投縣立旭光高級中學 - 南開科技大學 - 南投縣草屯鎮富功國民小學 - 東草屯交流道（投5線⇒Module:Jct第187行Lua错误：bad argument #2 to 'format' (string expected, got table)） - 南投縣草屯鎮土城國民小學 - 南投縣草屯鎮雙冬國民小學 - 王英信美術館 - 國姓交流道（Module:Jct第187行Lua错误：bad argument #2 to 'format' (string expected, got table)） - 南投縣國姓鄉育樂國民小學 - 北山交流道（Module:Jct第187行Lua错误：bad argument #2 to 'format' (string expected, got table)） - 愛蘭交流道（Module:Jct第187行Lua错误：bad argument #2 to 'format' (string expected, got table)） - 埔里基督教醫院 - 南投縣埔里鎮大成國民小學 - 南投縣立大成國民中學 - 家樂福埔里店 - 國立埔里高級工業職業學校 - 南投縣埔里鎮中峰國民小學 - 埔里端（Module:Jct第187行Lua错误：bad argument #2 to 'format' (string expected, got table)） - 臺中榮民總醫院埔里分院 - 南投縣仁愛鄉仁愛國民小學 - 國立仁愛高級農業職業學校 - 南投縣仁愛鄉公所 - 廬山溫泉 - 南投縣仁愛鄉廬山國民小學 | 甲線 - 南投縣立仁愛國民中學 - 南投縣仁愛鄉清境國民小學 - 衛生福利部清境觀光地區急診醫療站 - 清境農場 - 國立臺灣大學生物資源暨農學院附設山地實驗農場 - 合歡山東峰 - 合歡山遊客服務中心 - 石門山 乙線 - 草屯端（台63線） - 中興系統交流道（台76線） - 中興交流道（Module:Jct第187行Lua错误：bad argument #2 to 'format' (string expected, got table)） - 臺灣省政府 - 南投縣立營北國民中學 - 經濟部中臺灣創新園區 - 南投縣立中興國民中學 - 南投縣南投市德興國民小學 - 南投縣政府 丙線 - 牛埔交流道（台74甲線） - 快官交流道（中彰路⇒台74線） 丁線 - 南投縣南投市僑建國民小學 |

## 車道數
主線
彰化至埔里蜈蚣崙為標準四線道，埔里至廬山溫泉路口為標準兩線道。廬山溫泉路口至屯原為產業道路，屯原至奇萊為能高越嶺道，奇萊至銅門為台電保線道路，銅門至仁壽為產業道路，皆為單線道。

## 外部連結
- 未完之台14線東段（文蘭－銅門） （页面存档备份，存于）取自新南極轉運站
- 行政院解編台14線路段公告（廬山-仁壽） （页面存档备份，存于）